# Gleichmannstraße 7 (München)

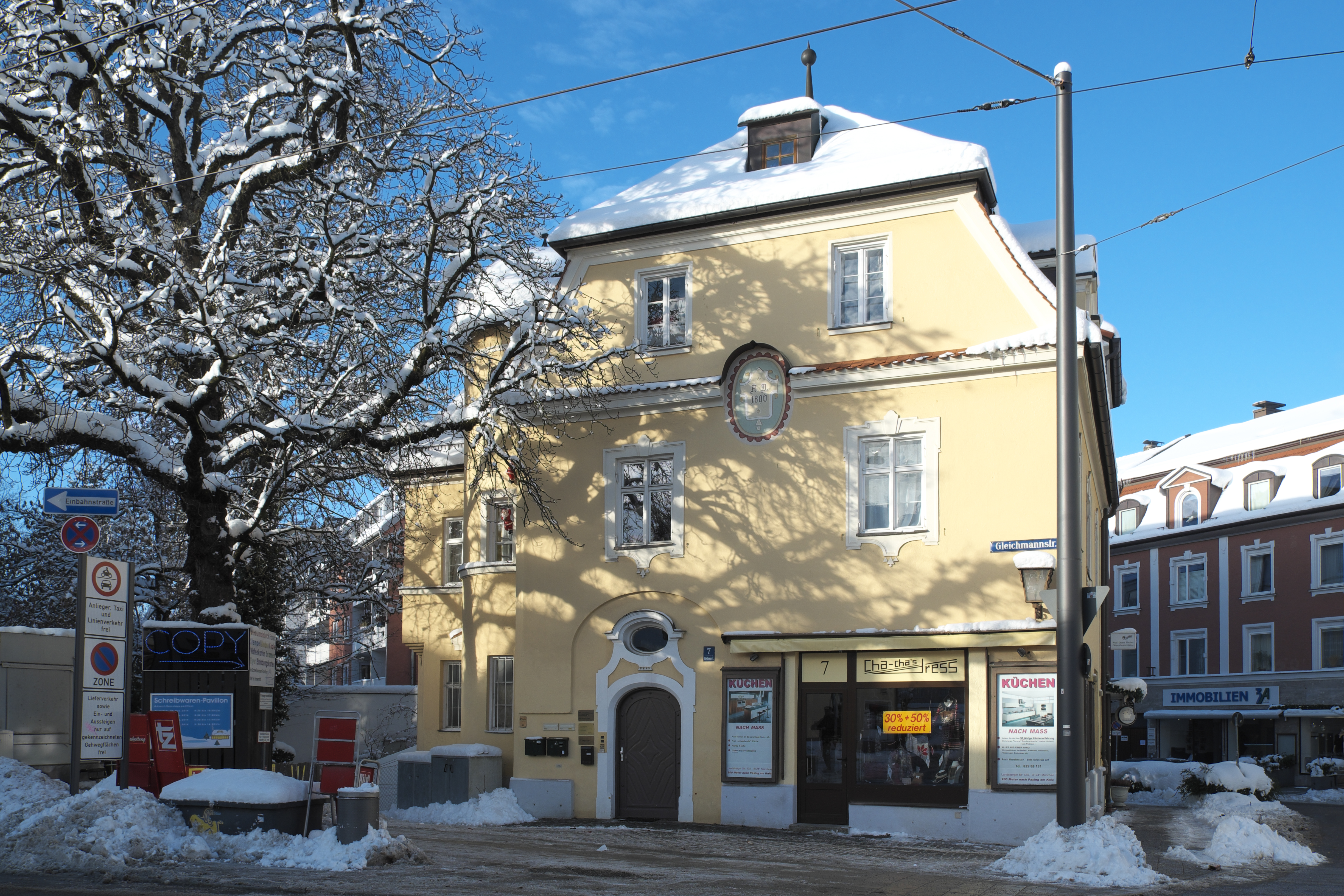
Haus Gleichmannstraße 7 im Stadtteil Pasing von München

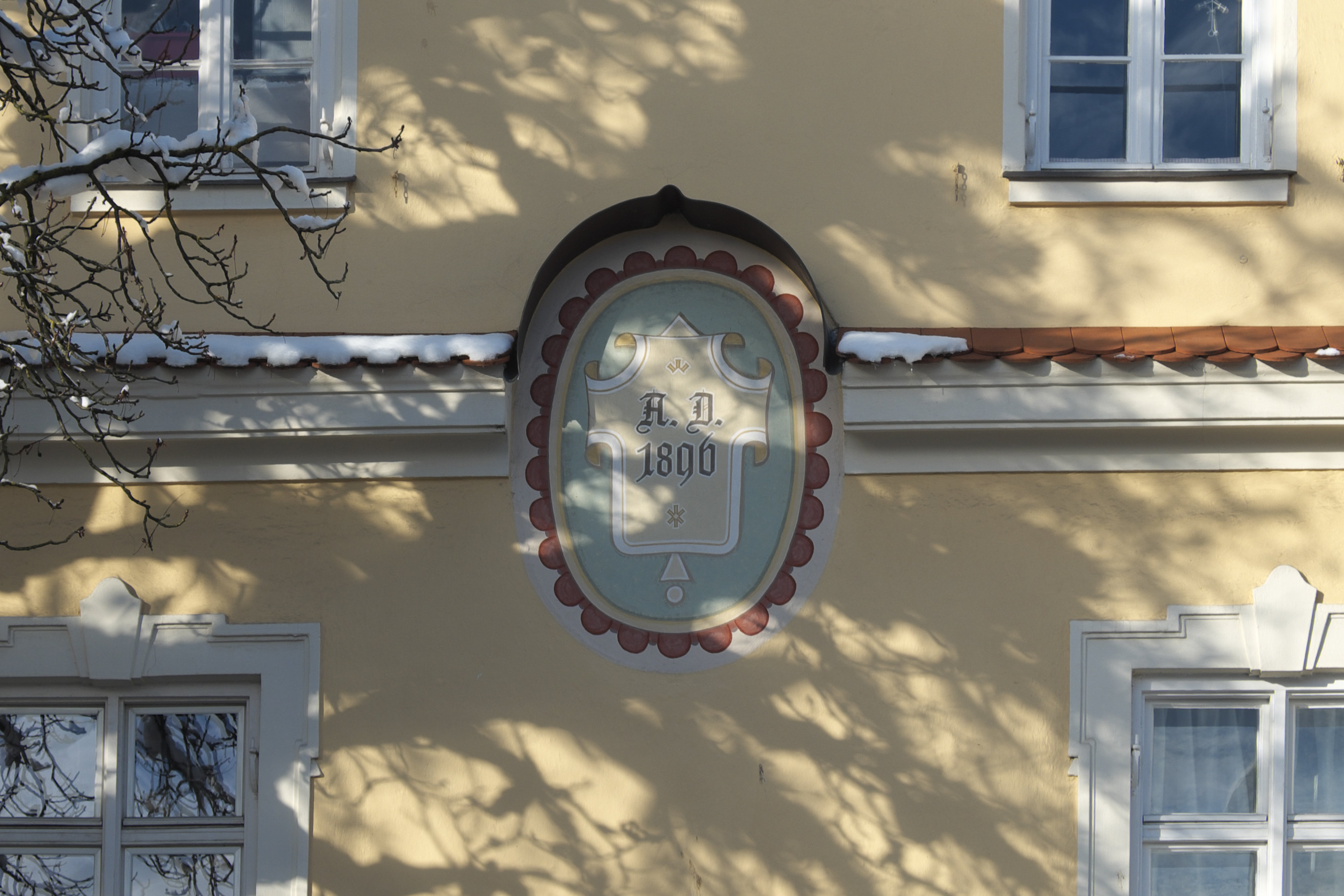
Inschrift

Das Gebäude Gleichmannstraße 7 im Stadtteil Pasing der bayerischen Landeshauptstadt München wurde 1896 errichtet. Das Wohn- und Geschäftshaus ist ein geschütztes Baudenkmal.

## Beschreibung
Der zweigeschossige Mansardhalbwalmdachbau mit Rundturm und barockisierender Fassadengliederung befindet sich in Ecklage. An der Fassade ist groß die Inschrift A. D. 1896 zu sehen.